# بتینا یاراش
بتینا یاراش (متولد ۲۲ نوامبر ۱۹۶۸) یک سیاستمدار آلمانی از اتحاد ۹۰/سبزها است که از دسامبر ۲۰۲۱ به عنوان معاون شهردار و سناتور در امور محیط‌زیست، تحرک، مصرف‌کننده و حفاظت از آب و هوا در دولت ایالت برلین فعالیت می‌کند. او قبلاً از سال ۲۰۱۶ تا ۲۰۲۲ عضو مجلس نمایندگان برلین و از سال ۲۰۱۱ تا ۲۰۱۶ رهبر شاخه برلین حزب سبزها بود. او نامزد اصلی سبزها برای انتخابات ایالتی برلین ۲۰۲۱ بود.

## سنین جوانی و تحصیل
یاراش دختر کارآفرین و عضو سابق مجلس سنای بایرن هلموت هارتمن است. او در دانشگاه آزاد برلین در رشته فلسفه و علوم سیاسی تحصیل کرد.

## شروع به کار
یاراش در اوایل کار حرفه‌ای خود به عنوان ویراستار، مشاور و نویسنده کار می کرد. او از سال ۲۰۰۰ تا ۲۰۰۹ مشاور گروه پارلمانی اتحاد ۹0/گروه سبزها در بوندستاگ آلمان بود . تا سال ۲۰۰۵ برای کریستا نیکلس، و پس از آن برای رهبر پارلمان رناته کوناست.

## زندگی سیاسی

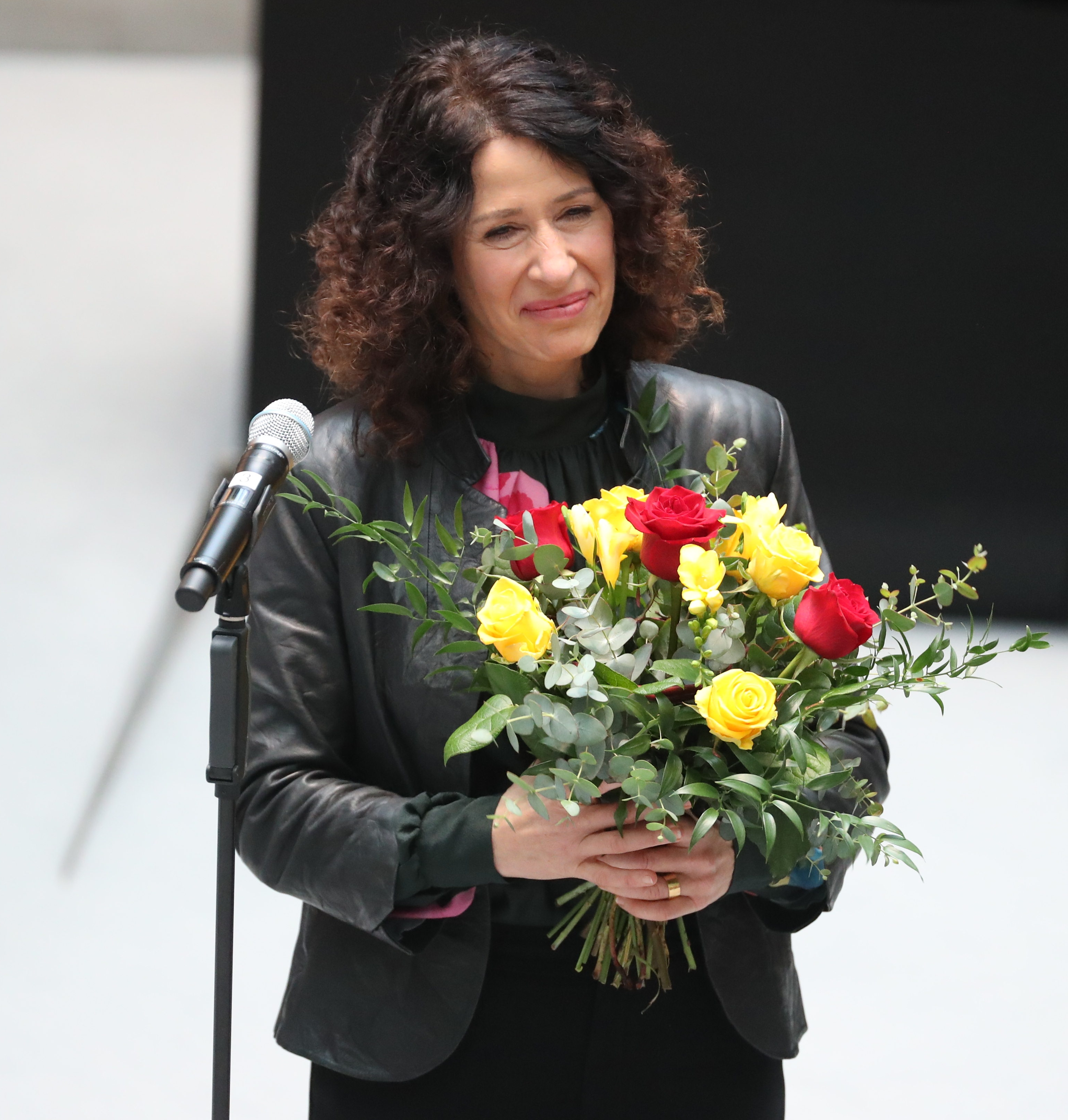
بتینا یاراش

### شغل در سیاست دولتی
در سال ۲۰۰۹، یاراش به عضویت رهبری حزب سبز در برلین درآمد و سخنگوی آموزش و پرورش بود.
در ۶ مارس ۲۰۱۱، یاراش در کنار دانیل ویسنر به عنوان رهبر سبزهای برلین انتخاب شد. در سال ۲۰۱۳، او به عنوان مدیر اجرایی سبزهای فدرال انتخاب شد و رئیس کمیسیون "جوامع مذهبی، ایدئولوژی ها و ایالت" حزب شد. او این دفتر را در سال ۲۰۱۸ ترک کرد.
یاراش یکی از چهار نامزد اصلی سبزها در انتخابات ایالتی برلین در سال 2016 بود. او پس از رامونا پاپ و آنتیه کاپک در لیست حزب سوم قرار گرفت و از همکار رهبر دانیل ویسنر جلوتر بود و به عضویت مجلس نمایندگان برلین انتخاب شد.  در پایان سال، او و ویسنر به عنوان رهبران مشترک، سمت خود را ترک کردند.
یاراش در انتخابات فدرال ۲۰۱۷ پس از اینکه رنه کوناست اعلام کرد که مقام سوم را خواهد پذیرفت، برای مقام اول فهرست ایالتی برلین نامزد شد. لیزا پاوس برای این سمت به چالش کشیده شد و با ۷۹۸ رای در مقابل ۳۰۸ رای شکست خورد. او پس از آن نامزد انتخابات بوندستاگ نشد. 
در ۵ اکتبر ۲۰۲۰، یاراش توسط رهبری حزب برلین به عنوان نامزد اصلی برای انتخابات ایالتی ۲۰۲۱ معرفی شد. نامزدی او با تعجب مورد استقبال قرار گرفت، زیرا سناتور رامونا پاپ و رهبر گروه پارلمانی آنتیه کاپک محتمل ترین نامزدها در نظر گرفته شده بودند. در کنفرانس حزب در ۱۲ دسامبر، یاراش با ۱۴۲ رأی موافق، بدون رأی مخالف و پنج رأی ممتنع به طور رسمی به عنوان کاندیدای برتر حزب برای انتخابات ۲۰۲۱ برلین انتخاب شد. 
یاراش اعلام کرد که او به دنبال تبدیل سبزها به بزرگترین حزب در مجلس نمایندگان برلین و تبدیل شدن به اولین شهردار حاکم سبز برلین است. سبزها به پشتوانه نظرسنجی‌ها این اطمینان را داشتند که پیشرو انتخابات خواهند بود که به آن‌ها اجازه می‌دهد تا با حزب سوسیال دموکرات و چپ ائتلاف کرده و خود نیز شهردار شوند.
سبزها در انتخابات ایالتی برلین در سال ۲۰۲۱ با کسب ۱۸.۹ درصد آرا در مقایسه با ۲۱.۴ درصد برای سوسیال دموکرات‌ها و ۱۸ درصد برای اتحادیه مسیحی، در جایگاه دوم قرار گرفتند. پس از انتخابات، یاراش به نفع تجدید ائتلاف با سوسیال دموکرات‌ها صحبت کرد. پس از مذاکره درباره دولت جدید در 21 دسامبر معاون شهردار و سناتور در بخش محیط زیست، تحرک، مصرف کننده و حفاظت از آب و هوا شد. 

## زندگی شخصی
یاراش با اولیور یاراش، روزنامه نگار که رئیس بخش رادیو و تلویزیون برلین-براندنبورگ است ازدواج کرده است. آنها دو فرزند دارند. 

## لینک های خارجی
- "Senator Bettina Jarasch". Berlin.de. Retrieved 29 January 2022.